# Clarksonova farma
Clarksonova farma (eng. Clarkson's Farm) britanska je televizijska serija o Jeremyju Clarksonu i njegovoj farmi u Cotswoldsu u Jugozapadnoj Engleskoj.
Serija prati Jeremyja Clarksona u njegovim pokušajima da upravlja farmom od tisuću hektara u blizini mjesta Chipping Norton u zapadnom dijelu Oxfordshirea. Clarkson opisuje seriju kao pravi reality show, a serija je dobila pohvale zbog toga što je približila probleme britanske poljoprivrede široj javnosti.
Premijerno se prikazuje od 11. lipnja 2021. na streaming platformi Amazon Prime Video. U Hrvatskoj se prikazuje od 1. listopada 2024. na Prvom programu HRT-a.

## Radnja
Farma je prije bila dio imanja Sarsden u Oxfordshireu. Jeremy Clarkson kupio je oko tisuću hektara (4 km²) 2008. godine, uključujući farmu Curdle Hill. Polja su uglavnom bila obradivo zemljište u rotaciji s ječmom, uljanom repicom i pšenicom, a obrađivao ih je na ugovornoj osnovi lokalni stanovnik Howard, koji je potom otišao u mirovinu 2019. godine. Clarkson je tada odlučio pokušati sam obrađivati zemlju.
Clarkson je farmu preimenovao u "Diddly Squat" kako bi ukazao na nisku produktivnost, jer diddly-squat u žargonu znači "stvar male vrijednosti ili značaja".

## Postava
| Lik             | Sezona | Sezona | Sezona |
| Lik             | 1      | 2      | 3      |
| --------------- | ------ | ------ | ------ |
| Jeremy Clarkson | Glavna | Glavna | Glavna |
| Kaleb Cooper    | Glavna | Glavna | Glavna |
| Lisa Hogan      | Glavna | Glavna | Glavna |
| Charlie Ireland | Glavna | Glavna | Glavna |
| Gerald Cooper   | Glavna | Glavna | Glavna |
| Kevin Harrison  | Glavna |        |        |
| Ellen Helliwell | Glavna |        |        |
| Alan Townsend   | Gost   | Glavna | Glavna |
| Dilwyn Evans    | Gost   | Glavna | Gost   |
| Andy Cato       | –      | –      | Glavna |

### Glavna postava
- Jeremy Clarkson: automobilski novinar, televizijski voditelj i autor, koji se proslavio kao voditelj Top Geara, a kasnije i The Grand Toura. Nakon preseljenja u Oxfordshire, pridružio se setu Chipping Nortona.
- Kaleb Cooper: mladi poljoprivrednik koji se sam bavi lokalnom poljoprivredom, ali ga Clarkson unajmljuje da mu pomogne, uglavnom vozeći traktor. Iskusan je i obrazovan, savjetujući Clarksona o tehničkim detaljima korištenja opreme. Međutim, rijetko je napuštao selo Chadlington i stoga se čini neugodnim kada sam posjećuje veliki grad London.
- Lisa Hogan: bivša glumica i Clarksonova djevojka koja pomaže na farmi i vodi trgovinu na farmi.
- Charlie Ireland: Clarkson ga sarkastično naziva "Veseli Charlie", Ireland je profesionalni agronom i poljoprivredni agent koji savjetuje Clarksona o upravljanju farmom.
- Gerald Cooper: "šef sigurnosti" farme i stručnjak za izgradnju i održavanje suhozida, koji čine 40 milja granica na farmi.
- Kevin Harrison: predsjednik Nacionalne udruge ovaca i veteran uzgajivač ovaca koji savjetuje Clarksona o kupnji i kasnijoj brizi za njegovo stado ovaca North Country Mule.
- Ellen Helliwell: pastirica koju Clarkson unajmljuje da se brine o njegovom stadu ovaca koje je stekao za ispašu njegovih izdvojenih livada. Njezine dužnosti također uključuju janjenje (porod) i šišanje.
- Alan Townsend: glavni graditelj za razne projekte na farmi, uključujući trgovinu na farmi, štale za domaće životinje i restoran na farmi.
- Dilwyn Evans: lokalni veterinar koji pomaže u brizi za stado ovaca na farmi, a kasnije i za krave i svinje. Obavlja razne zadatke, uključujući provjeru životinja na bolesti i pomoć pri rođenju teladi.
- Andy Cato: polovica elektroničkog glazbenog dua Groove Armada i uzgajivač organskih usjeva koji uvjerava Clarksona da jedno od njegovih polja pretvori u regenerativnu poljoprivredu.

## Pregled serije
Prva sezona objavljena je na streaming platformi Amazon Prime Video 11. lipnja 2021., a serija je postala vrlo popularna, pa je u srpnju 2021. najavljena druga sezona, koja je objavljena 10. veljače 2023. i postala najgledanija originalna serija na Prime Videu u Ujedinjenom Kraljevstvu. Treća sezona je obnovljena u listopadu 2022., a premijerno je prikazana u dva dijela u svibnju 2024. U studenom 2023. najavljena je i četvrta sezona za svibanj 2025., a u studenom 2024. obnovljena je i za petu sezonu.
U Hrvatskoj se prikazuje od 1. listopada 2024. na Prvom programu HRT-a.
| Sezona | Sezona | Epizoda | Epizoda           | UK prikazivanje   | Hrvatsko emitiranje | Hrvatsko emitiranje |
| Sezona | Sezona | Epizoda | Epizoda           | Objavljena        | Premijera           | Finale              |
| ------ | ------ | ------- | ----------------- | ----------------- | ------------------- | ------------------- |
|        | 1.     | 10      | 10                | 11. lipnja 2021.  | 1. listopada 2024.  | 19. studenoga 2024. |
|        | 2.     | 10      | 10                | 10. veljače 2023. | Još nije najavljeno | Još nije najavljeno |
|        | 3.     | 8       | 4                 | 4. svibnja 2024.  | Još nije najavljeno | Još nije najavljeno |
| 4      | 3.     | 8       | 10. svibnja 2024. |                   | Još nije najavljeno | Još nije najavljeno |
|        | 4.     | n/n     | n/n               | svibanj 2025.     | Još nije najavljeno | Još nije najavljeno |

### Prva sezona (2021.)
| Br. | Naslov                                     | Izvorni prikazivanje | Hrvatsko prikazivenje |
| --- | ------------------------------------------ | -------------------- | --------------------- |
| 1. | "Tractoring" "Traktor"                     | 11. lipnja 2021.     | 1. listopada 2021.    |
| Clarkson nabavlja potrebnu opremu za ratarstvo, uključujući traktor, kultivator, sijačicu i druge dodatke. Umjesto tradicionalnog traktora marke Massey Ferguson, odlučuje kupiti snažan Lamborghini R8.270. No, ubrzo shvaća da je taj traktor prevelik i prekompliciran za njega te da ga ne može lako savladati. U želji da inovira, Clarkson izazove nered na polju, što rezultira nepravilnim tragovima kotača, na što ga Kaleb kritizira. Njihov raspored za obradu i sjetvu dodatno poremeti jaka kiša koja ometa daljnje radove na farmi. |                                            |                      |                       |
| 2. | "Sheeping" "Ovce"                          | 11. lipnja 2021.     | 8. listopada 2021.    |
| Na farmi se nalazi 300 akera livada koje su namjerno izdvojene od uzgoja usjeva. Prema uvjetima subvencijskog programa DEFRA-e, te livade moraju se kositi jednom godišnje. Clarkson, u želji da to obavi jednostavnije, odlučuje nabaviti stado ovaca. Na aukciji kupuje 78 ovaca pasmine North Country Mule, ali ubrzo shvaća da su ovce teške za kontrolirati, čak i uz električnu ogradu i dron koji laje kako bi ih držao u redu. Nakon što se suočava s problemima poput hromosti kod ovaca i složenostima u uzgoju s njegova dva ovna, Leonarda i Waynea, Clarkson shvaća da mu je potrebna dodatna pomoć. Zapošljava Ellen kao pastiricu kako bi mu pomogla u upravljanju stadom i brizi za ovce na farmi. |                                            |                      |                       |
| 3. | "Shopping" "Dućan"                         | 11. lipnja 2021.     | 15. listopada 2021.   |
| Clarkson odlučuje u sklopu farme otvoriti malu trgovinu i prodavati vlastite proizvode. Zvuči jednostavno, ali nije. Glavni proizvod su krumpiri, koji se moraju brzo prodati kako ne bi istrunuli. Kako bi privukao kupce, koristi društvene mreže za reklamiranje trgovine, što rezultira velikim brojem posjetitelja koji dolaze kupovati njegove proizvode. |                                            |                      |                       |
| 4. | "Wilding" "Povratak prirodi"               | 11. lipnja 2021.     | 22. listopada 2021.   |
| Clarkson odlučuje dio svoje farme ostaviti prirodi, što se naziva "wilding" ili vraćanje divljine. Koristi bager kako bi iskopao jezerce i stvorio vlažno područje. Na obližnjem potoku gradi branu koja će opskrbljivati jezerce vodom i dodaje 250 potočnih pastrva u vodu. Postavlja kućice za sove te nabavlja četiri košnice za pčele, koje će proizvoditi med za njegovu malu trgovinu, ali i oprašivati njegove usjeve. |                                            |                      |                       |
| 5. | "Pan (dem) icking" "Panika zbog pandemije" | 11. lipnja 2021.     | 29. listopada 2021.   |
| Pandemija COVID-19 pogađa zemlju. Radnici na farmama smatraju se ključnim radnicima, pa mogu nastaviti s radom. Počinje sezona janjenja i Clarkson pomaže pri porođajima. Većina janjadi uspješno je došla na svijet, jedno je umrlo jer ga je majka napustila, a ostatak su bili mrtvorođeni. Clarkson donosi odluku da posadi povrće na polju umjesto ječma, jer su pubovi zatvoreni te smatra da se pivo, za čiju je proizvodnju potreban ječam, neće prodavati u istim količinama. Ponovno otvara tvrgovinu kako bi prodao preostali krumpir, no kupaca je malo. |                                            |                      |                       |
| 6. | "Melting" "Paklene vrućine"                | 11. lipnja 2021.     | 5. studenoga 2021.    |
| Clarkson se suočava sa sušnim razdobljem u travnju i svibnju 2020., što negativno utječe na njegove usjeve. Kako bi spasio svoje biljke, odlučuje dovesti vodu iz obližnjeg potoka pomoću cisterne koju vuče njegov Lamborghini traktor, no to se pokazuje nedovoljnim za zalijevanje povrća. Kako bi dobio certifikat Red Tractor koji jamči sigurnosne standarde hrane, Clarkson priređuje virtualnu inspekciju svog imanja. Nažalost, čak i dvadeset stabala koja je posadio počinju gubiti lišće zbog suše. Osim problema s usjevima, Clarkson se mora pobrinuti i za svoje ovce koje su ošišane, no vrijednost svakog runa iznosi manje od jedne funte, što mu donosi još jedan financijski gubitak.          |                                            |                      |                       |
| 7. | "Fluffing" "Promašaji"                     | 11. lipnja 2021.     | 12. studenoga 2021.   |
| Lisa opskrbljuje trgovinu, prodajući proizvode iz lokalne proizvodnje. U početku ništa u trgovini ne potječe s farme, pa Clarkson odlučuje početi s vađenjem meda iz košnica na farmi. Također bere svoje biljke wasabija i zadužuje Kaleba da ih proda u londonskim restoranima. Međutim, Kaleb nije uspješan u prodaji i pritom dobiva kaznu za parkiranje. Wasabi se tada vraća u seosku trgovinu, gdje ga nitko ne kupuje, pa na kraju propada. |                                            |                      |                       |
| 8. | "Harvesting" "Žetva"                       | 11. lipnja 2021.     | 19. studenoga 2021.   |
| Clarkson se suočava s logističkim problemima jer su i ječam i uljana repica spremni za žetvu u isto vrijeme. Uspijeva unajmiti kombajn, ali zatim nailazi na problem skladištenja ječma. S druge strane, pšenica je dobre kvalitete i postiže dobru cijenu u lokalnom mlinu. Međutim, prinosi su ove godine zbog lošeg vremena donijeli čak 90.000 funti manje nego prethodne godine, pa tako Clarkson na kraju ostvaruje vrlo skromnu zaradu od samo 144 funte na ratarskoj proizvodnji. Epizoda prikazuje izazove s kojima se Clarkson suočava u poljoprivredi, pogotovo s vremenskim uvjetima i skladištenjem, te koliko je ponekad teško ostvariti profit unatoč uloženom trudu.                               |                                            |                      |                       |

## Vanjske poveznice
- Službena stranica
- Clarksonova farma u internetskoj bazi filmova IMDb-a